# Sinopoda tanikawai
Sinopoda tanikawai är en spindelart som beskrevs av Jäger och Ono 2000. Sinopoda tanikawai ingår i släktet Sinopoda och familjen jättekrabbspindlar. Inga underarter finns listade i Catalogue of Life.